# 拉米娅·盖拉尼·韦尔
拉米娅·盖拉尼·韦尔（阿拉伯語：لمياء الكيلاني，羅馬化：Lamia Al-Gailani Werr，1938年3月8日—2019年1月18日）是一名伊拉克考古学家，专门研究古代美索不达米亚文物。
盖拉尼生于巴格达，先后在伊拉克和英国求学。她在博士时期对古巴比伦的滚筒印章的研究被认为是该领域的里程碑。在伦敦工作期间，她以在萨达姆·侯赛因的政权下保持英国和伊拉克考古学界之间联系而闻名，并在伊拉克战争后努力保护文化遗产。她密切参与伊拉克國家博物館的重建工作，曾于20世纪60年代担任该馆的策展人，亦曾参与创立巴士拉博物馆。
2009年，她被英国伊拉克研究所授予第五枚格特鲁德·贝尔纪念金奖。

## 教育与职业生涯
盖拉尼于1938年3月8日出生于伊拉克王国巴格达。她在巴格达大学学习了一年，然后在剑桥大学完成了学士学位。1961年，她开始在伊拉克国家博物馆担任策展人，该机构成为她后来职业生涯的重点。她在1970年代返回英国，在爱丁堡大学完成硕士学位，然后在伦敦大学学院考古学研究所获得博士学位。她的博士论文由芭芭拉·帕克-马洛温指导，研究了伊拉克国家博物馆的旧巴比伦滚筒印章。该论文在1988年经过长时间的延迟后发表。大英博物馆西亚古代文物馆的策展人多米尼克·科隆将该作品描述为一篇“简明而信息丰富的讨论”，应“成为所有未来研究的模范”。
在1977年获得博士学位后，盖拉尼留在伦敦，担任伦敦大学学院考古学研究所的名誉研究员和倫敦大學亞非學院的研究员她经常返回伊拉克，致力于在萨达姆·侯赛因政权下维持伊拉克考古学家与广大学术界的联系。1999年，她与萨利姆·阿卢西合著了《第一位阿拉伯人》（The First Arabs），这是一本关于美索不达米亚早期阿拉伯文化考古学的流行著作。自2003年起，她的工作重点转向伊拉克文物的保护。她帮助重建了在2003年美国领导的联军入侵伊拉克时被洗劫和破坏的伊拉克国家博物馆，并经常评论战后伊拉克的博物馆和文化遗产保护所面临的困难。她是伊拉克文化部的顾问，密切参与了2015年伊拉克国家博物馆的重新开放和2016年巴士拉博物馆的创办。
2019年去世时，她在纽约大都會藝術博物館担任研究员，并正在撰写一本关于伊拉克国家博物馆历史的书籍。

## 个人生活
盖拉尼出生于一个显赫的伊拉克家族，有卡迪里耶家族的创始人阿卜杜勒·卡迪尔·吉拉尼和伊拉克第一任总理阿布德·拉赫曼·吉拉尼的血统。她的父母分别为艾哈迈德·贾迈勒丁·盖拉尼和玛迪哈·阿西夫·马哈茂德·阿里夫-阿迦。
盖拉尼结过两次婚。她的第一任丈夫阿布德· 拉赫曼·盖拉尼是一位伊拉克伊斯兰建筑史学家。她的第二任丈夫是约旦商人乔治·韦尔，于2003年去世。她有三个女儿：努拉·盖拉尼、阿扎·盖拉尼和海斯恩·韦尔。截至2019年，努拉·盖拉尼是格拉斯哥博物馆的伊斯兰文明馆策展人。

## 逝世与遗产
盖拉尼于2019年1月18日在约旦安曼去世。葬礼队伍从伊拉克国家博物馆出发，将她葬于巴格达的阿卜杜勒·卡迪尔·吉拉尼陵墓，也是她祖先的陵墓。
她是英国伊拉克研究所唯一的终身荣誉会员，并于2009年获得了格特鲁德·贝尔纪念金奖。